# 3. ударна дивизија НОВЈ
Трећа ударна дивизија била је дивизија Народноослободилачке војске Југославије, формирана 9. новембра 1942. у Пердухово Село, код Гламоча, наредбом Врховног штаба НОВ и ПОЈ од Пете пролетерске црногорске ударне бригаде, Десете херцеговачке ударне бригаде и Прве далматинске ударне бригаде. Приликом формирања имала је око 3.200 бораца. Први командант дивизије био је Перо Ћетковић, а политички комесар Радомир Бабић.
Јуна 1943, у току битке на Сутјесци, из састава Дивизије привремено је изашла Десета херцеговачка дивизија, а привремено ушла Трећа пролетерска санџачка бригада (до септембра 1943). Септембра 1943. Десета херцеговачка бригада вратила се поново у састав Дивизије и остала до децембра 1943. У саставу Дивизије биле су још и Четврта пролетерска црногорска бригада, од септембра 1943. до јануара 1944; Шеста црногорска бригада од новембра 1943. до фебруара 1944; Трећа пролетерска санџачка бригада, од јануара до фебруара 1944; Седма црногорска бригада, од децембра 1943; Девета црногорска бригада од априла 1944; Артиљеријска бригада, од 20. априла 1945. и Прва италијанска бригада дивизије Гарибалди, од 9. маја 1944. до 23. фебруара 1945. године.
Почетком 1945. Дивизија је имала преко 5.600 бораца. Дивизија се до 10. септембра 1943. налазила у саставу Главне оперативне групе, потом у саставу Другог ударног корпуса и од јануара 1945. у саставу Друге армије Југословенске армије. Сматрала се једном од елитних јединица НОВЈ.

## Борбени пут Треће дивизије
Након формирања дивизија као целина учествовала је крајем новембра и почетком децембра 1942. године у борбама за Јајце. Затим је прешла у наступање на осовинске гарнизоне и комуникације у средњој Босни.
Током Битке на Неретви у офанзиви у долину Неретве представљала је средњу нападну колону и заузела италијански гарнизон у Прозору. Учествовала је у противудару код Горњег Вакуфа и у разбијању четника код Невесиња и Калиновика. У Невесињу је 28. марта 1943. погинуо командант Перо Ћетковић, народни херој.
Током Битке на Сутјесци била је део Јужне оперативне групе. Остала је у заштитници са Централном болницом. Приликом покушаја пробоја немачких положаја у долини Сутјеске 13. јуна 1943. дивизија је претрпела тешке губитке, разбијена је на више батаљонских група, од којих су се неке пробиле и спојиле са Оперативном групом Врховног штаба, док су се друге пробиле у Херцеговину, Црну Гору и Санџак. Приликом покушаја пробоја у јуришу је погинуо трећи командант дивизије Сава Ковачевић.
Током Битке на Сутјесци из састава дивизије изашла је Десета херцеговачка бригада, а уместо ње је у састав дивизије ушла је Трећа пролетерска санџачка ударна бригада.
Почетком септембра 1943. дивизија је обновљена. Њен састав су чиниле Четврта пролетерска црногорска ударна бригада, Пета пролетерска црногорска ударна бригада и Десета херцеговачка ударна бригада и потчињена је Другом ударном корпусу. Крајем 1943. године уместо Десете херцеговачке и Четврте пролетерске у састав су ушле Шеста и Седма црногорска омладинска бригада. Од априла 1944. до краја рата у саставу дивизије налазе се Пета пролетерска бригада, Седма и Девета црногорска бригада, Артиљеријски дивизион (од 20. априла 1945. Артиљеријска бригада).
У саставу свог корпуса дивизија је водила готово непрекидне борбе са јединицама немачког 21. армијског корпуса и са четницима. Након ослобођења Црне Горе дивизија је учествовала у Сарајевској операцији и ослобађању Карловца. Дана 12. маја 1945. код Зиданог Моста, заједно са Четвртом и Десетом крајишком дивизијом заробила је немачку 7. СС дивизије „Принц Еуген“ и 373. легионарску дивизију.

## Командни састав дивизије
- Команданти дивизије:
  - Петар Перо Ћетковић — од формирања дивизије до марта 1943.
  - Радован Вукановић — од марта до јуна 1943.
  - Сава Ковачевић — током јуна 1943.[б]
  - Радован Вукановић — од септембра 1943. до јула 1944.
  - Саво Бурић — од јула 1944. до краја рата
- Политички комесари дивизије:
  - Радомир Бабић — од формирања дивизије до јуна 1943.
  - Јово Капичић — од септембра 1943. до децембра 1944.
  - Вуко Тмушић — од децембра 1944. до фебруара 1945.
  - Светозар Радојевић — од фебруара 1945. до краја рата
- Начелници Штаба дивизије:
  - Рудолф Приморац — од формирања дивизије до јуна 1943.
  - Божо Лазаревић — од септембра до новембра 1943.
  - Нико Јовићевић — од новембра 1943. до краја рата